# Ronald Cartland
Pour les articles homonymes, voir Cartland.
John Ronald Hamilton Cartland, dit Ronald Cartland, né le 3 janvier 1907 et tué à la guerre le 30 mai 1940, est un homme politique britannique.

## Biographie
Ronald Cartland est le deuxième de trois enfants d'une famille relativement aisée. Son père Bertram Cartland, membre du Parti conservateur, est tué sur le front de l'Ouest de la Première Guerre mondiale en mai 1918. Ronald est éduqué à Charterhouse School, prestigieuse public school dans le Surrey. Après avoir été brièvement employé par le service financier d'une entreprise de la cité de Londres, il travaille pour le Bureau central du Parti conservateur de 1927 à 1935. Dans le même temps sa sœur Barbara Cartland, de six ans son aînée, écrit des romans à succès ainsi que des articles dans les journaux de Lord Beaverbrook.
En août 1935 il visite l'Allemagne nazie, dont il revient persuadé que le régime hitlérien annexera l'Autriche puis déclenchera une guerre contre le Royaume-Uni. Trois mois plus tard, aux élections législatives de 1935, il est élu député de la circonscription de King's Norton, à Birmingham. De concert avec d'autres jeunes élus conservateurs tels Duncan Sandys et Alan Lennox-Boyd, il presse les gouvernements conservateurs de Stanley Baldwin puis Neville Chamberlain de mieux adapter la politique étrangère et de défense du pays aux menaces fascistes sur le continent européen.
Se positionnant sur la gauche du parti, il reproche au gouvernement de ne pas faire assez pour aider les nombreux pauvres frappés par la Grande Dépression. Lors de son premier long discours à la Chambre, en mai 1936, il appelle le gouvernement à envisager de nouvelles mesures contre le chômage par la « protection » des travailleurs, la coopération avec les syndicats, et « une forme ou autre de contrôle public » des secteurs essentiels de l'économie, avec des subsides accompagnées d'augmentations des salaires et d'améliorations des conditions de travail. Il devient le secrétaire d'un comité de députés conservateurs cherchant des solutions à la précarité de l'emploi ; Duncan Sandys, Alan Lennox-Boyd, Winston Churchill et Robert Boothby en sont également membres,.
Il fait partie de la minorité au Parti conservateur -avec entre autres Leo Amery et Harold Macmillan- qui soutiennent Winston Churchill et le Parti travailliste lorsque ceux-ci condamnent les accords de Munich de 1938, et plus généralement la politique d'apaisement menée par Neville Chamberlain. Lors d'un discours à la Chambre des communes le 2 août 1939, il s'oppose fortement à la décision du Premier ministre Chamberlain de suspendre le Parlement jusqu'en octobre. Il rappelle qu'alors que les tensions germano-polonaises autour du corridor de Dantzig pourraient mener à la guerre, ce n'est pas le moment d'accentuer les divisions politiciennes ni d'empêcher le Parlement de siéger. Il affirme « La situation dans laquelle nous sommes est que dans le mois à venir, nous aurons peut-être à partir pour la guerre, et nous aurons peut-être à mourir », phrase accueillie par les protestations de certains autres députés conservateurs. Il appelle le Premier ministre à chercher à unifier le pays derrière lui plutôt que se livrer à « des discours partisans et railleurs, des chamailleries qui divisent la nation. Comment le Premier ministre peut-il attendre que nous ayons confiance en lui en tant que Premier ministre, en tant que dirigeant du pays, plutôt que simplement en tant que chef du parti ? ». Cette allocution lui vaut d'être menacé par la branche locale du Parti conservateur à Birmingham de ne pas être reconduit comme candidat du parti aux prochaines élections,.
Ayant intégré une unité d'artillerie anti-tank des forces de réserve de l'Armée dès 1937, Ronald Cartland est fait major et déployé en France en janvier 1940, peu après l'entame de la Seconde Guerre mondiale, au sein de la 145e brigade du 53e régiment anti-tank de la Royal Artillery. Il se dit « ravi » lorsque Winston Churchill devient Premier ministre d'un gouvernement d'unité nationale début mai 1940, et déclare que Churchill « pourrait bien être le sauveur de la civilisation ». Son unité se voit confier la défense de la ville de Cassel, sur la route menant au port de Dunkerque. Les Britanniques tiennent la ville face aux Allemands du 27 au 29 mai puis se replient vers Dunkerque. Son frère cadet le capitaine Anthony Cartland, du 2e bataillon du régiment du Lincolnshire, est tué le 29 mai à l'âge de 27 ans, durant la bataille de Dunkerque. Le major Ronald Cartland est tué le lendemain, à l'âge de 33 ans, tombant dans une embuscade allemande durant une reconnaissance à Watou, du côté belge de la frontière franco-belge,.
Sa famille n'obtient confirmation de sa mort qu'en janvier 1941, grâce à une lettre envoyée par l'un de ses camarades depuis un camp de prisonniers de guerre en Allemagne. Winston Churchill, Clement Attlee, Anthony Eden et d'autres louent sa mémoire lors d'allocutions au Parlement. Il est inhumé au cimetière militaire de Hotton, en Belgique, et est l'un des cinquante-six parlementaires britanniques morts à la Seconde Guerre mondiale et commémorés par un vitrail au palais de Westminster. Sa sœur Barbara écrit sa biographie, avec une préface laudatrice rédigée par Winston Churchill en novembre 1941,,,.

## Dans la fiction
Ronald Cartland est un personnage des troisième, quatrième, cinquième et sixième romans de la série uchronique The War That Came Early, de l'écrivain américain Harry Turtledove. Dans cette série, la Seconde Guerre mondiale commence en 1938, Winston Churchill meurt dans un accident en 1940 et Neville Chamberlain demeure Premier ministre, signant un accord de paix avec l'Allemagne nazie. En l'absence de Churchill, Ronald Cartland est celui qui organise l'opposition interne au gouvernement au sein du Parti conservateur.